# Ľubomír Samotný
Ľubomír Samotný (Besztercebánya, 1968. augusztus 27. –) szlovák nemzetközi labdarúgó-játékvezető.

## Pályafutása
Játékvezetésből 1990-ben vizsgázott. A CFS Játékvezető Bizottsága (JB) minősítésével a nemzeti bajnokság résztvevője. A SFZ JB minősítésével 2004-től a 2. Liga, majd 2009-től a Corgoň Liga játékvezetője. Küldési gyakorlat szerint rendszeres 4. bírói, illetve alapvonalbírói szolgálatot is végzett. A nemzeti játékvezetéstől 2015-ben visszavonult. Corgoň Liga mérkőzéseinek száma: 32 (2012. 7. 22.–2015. 5. 30.).Vezetett kupadöntők száma: 1.
| Időpont          | Helyszín                         | Mérkőzés típusa              | Mérkőzés                        | Bíró(k)                   | Eredmény | Nézők száma |
| 2012. július 22. | Lokomotív stadion, Kassa         | első Corgoň Liga mérkőzése   | MFK Košice–ŠK Slovan Bratislava |                           | 1 – 0    | 3620        |
| 2012. május 8.   | Mestský štadión Bardejov, Bártfa | Szlovák labdarúgókupa döntő  | MŠK Žilina–FK Senica            | Erik Weiss/Miroslav Benko | 3 – 2    | 3000        |
| 2015. május 30.  | Štadión FC ViOn, Aranyosmarót    | utolsó Corgoň Liga mérkőzése | Zlaté Moravce–FK AS Trenčín     |                           | 1 – 3    | 840         |

A Szlovák labdarúgó-szövetség JB terjesztette fel nemzetközi játékvezetőnek, a Nemzetközi Labdarúgó-szövetség (FIFA) 2009-től tartotta nyilván bírói keretében. A FIFA JB központi nyelvei közül az angolt beszéli. Több Európa-liga klubmérkőzést vezetett, vagy működő társának válogatott és klubmérkőzésen 4. bíróként segített. A  nemzetközi játékvezetéstől 2012-ben már nem szerepelt a FIFA nyilvántartásában.